# Espectros vivientes
Los llamados espectros vivientes, impalpables o incorpores son un tipo de fantasmagoría de formato más complejo que apareció a principios de la década del 1860. Este mecanismo fue explotado con éxito por Jean Eugène Robert-Houdin y Henry Robin en París, y John Henry Pepper, que se inspiró en esta técnica para crear la del Fantasma de Pepper, y Henry Dircks en Londres y, más tarde, fue retomado por Georges Méliès, que lo utilizó en diversas de sus películas.

## Funcionamiento
Tal como se puede observar en algunas ilustraciones, los espectros vivientes funcionaban de la manera siguiente: bajo el escenario de un teatro, dentro del foso, se ponía una linterna mágica que proyectaba una luz muy fuerte sobre un actor que los espectadores no veían y que iba disfrazado de fantasma. Ante el escenario, había un espejo, sin estañar y empotrado en un marco, que tenía unas grandes dimensiones y estaba colocado con una cierta inclinación, aproximadamente de unos 45°, respecto del plano del escenario. De este modo, el fantasma luminoso que iba por el foso del teatro quedaba reflejado en el espejo y aparecía junto al actor real que interpretaba su papel sobre el escenario.
Todo este mecanismo era ocultado al público. Para conseguirlo, se forraban o se pintaban de color negro las paredes del foso y así se evitaba que cualquier reflejo pudiera ser percibido por los espectadores y el trucaje quedara en evidencia a sus ojos. Por otro lado, la iluminación era proporcionada por el gas Drummond, el cual producía una luz oxhídrica muy potente y brillante. Para conseguir el efecto, el resto de la sala tenía que tener todas sus luces apagadas.
Este trucaje presentaba muchos problemas, puesto que hacía falta que el vidrio fuera puro y muy cortado, era necesario que la luz estuviera perfectamente regulada, todos los movimientos de los actores tenían que estar completamente sincronizados con la imagen reflejada y virtual del fantasma, el fantasma actuaba dentro del foso en un plano inclinado, etc.
Como curiosidad, la película The Illusionist (2006), dirigida por Neil Burger y protagonizada por Edward Norton, explica la historia de un creador de espectros vivientes en la Viena de 1900.

## Los espectros vivientes en la ópera y el teatro de Cataluña
Los espectros vivientes fueron introducidos por primera vez en Cataluña a principios del año 1863 en el Teatro del Circo de Barcelona. Aun así, estos espectáculos adquirieron fama cuando fueron presentados al Gran Teatro del Liceo el 29 de diciembre de aquel mismo año, dentro de la ópera Macbeth de Giuseppe Verdi. Incluso, la prensa local (El Diario de Barcelona) se hizo eco del estreno de este espectáculo tan innovador.
Esta tecnología se fue mejorando después de un estreno no del todo afortunada. En enero del año 1864, se representó una obra de teatro con el uso del trucaje de los espectros vivientes en el Teatro Principal (El secreto de Miss Aurora) y a finales de aquel mes en el Teatro del Circo de la capital catalana se estrenó la obra El sueño de un soltero.